# Fossum (Automobilhersteller)

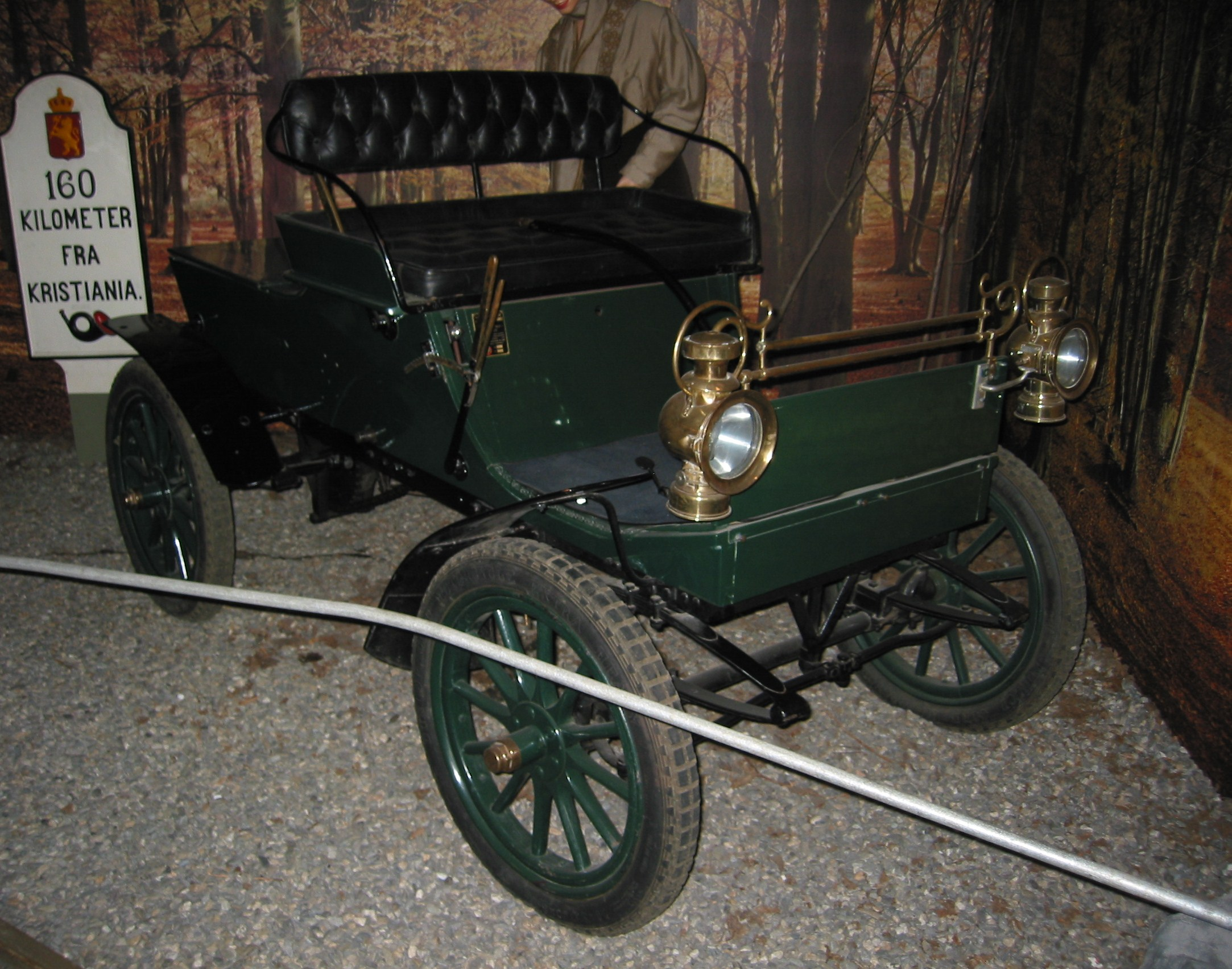
Fossum

Fossum war ein norwegischer Hersteller von Automobilen.

## Beschreibung
Markus Hansen Fossum (nach anderen Quellen Hans Magnum Fossum) aus Oslo war Vertreter für Oldsmobile und betrieb eine kleine Reparaturwerkstatt. 1906 produzierte er das erste norwegische Auto. Es war mit einem Einzylindermotor ausgestattet und ähnelte dem Oldsmobile Curved Dash. Das Fahrzeug wurde im März 1906 an A. Enger verkauft. 1907 wurde ein Fahrzeug mit Zweizylindermotor hergestellt, das an Rolf Willhelmsen verkauft wurde.
Ein Fahrzeug ist erhalten geblieben und im Norsk Kjøretøyhistorisk Museum in Lillehammer zu besichtigen.